# Pampia
La Pampia era un antico microcontinente o terrane che andò in collisione con il cratone del Río de la Plata e il cratone del Río Apas nel corso dell'orogenesi pampeana tra il tardo Proterozoico e il Cambriano inferiore.
Fu uno dei primi terrane ad essere amalgamato al vecchio cratone dell'est, e fu seguito dalla sutura dei terrane dei microcontinenti Cuyania e Chilenia nella più recente placca sudamericana.